# Golpe de Estado en Venezuela de 2002
El golpe de Estado en Venezuela de 2002 fue un hecho histórico ocurrido el 11 de abril de ese mismo año que derrocó al entonces presidente Hugo Chávez, pero fracasó en su intención de terminar con su gobierno, al ser este restituido dos días después.
Fue precedido de un periodo de inestabilidad social y política en el que las fuerzas opuestas al gobierno lograron cohesionarse tras el éxito del conocido inicialmente como paro cívico, convocado para el 10 de diciembre de 2001 en protesta contra la promulgación de las 49 leyes que impuso Chávez haciendo uso de la Ley habilitante, que logró paralizar una parte significativa del comercio urbano; una huelga general de 24 horas convocada por la Confederación de Trabajadores de Venezuela (CVT) y la patronal Fedecámaras, luego de muchas protestas, marchas y paros entre febrero y marzo, el 7 de abril Chávez despide trabajadores de Pdvsa y el paro del 9 de abril, los convocantes prolongaron hasta declararla indefinida el 10 de abril, y los sucesos del 11 de abril de 2002.
Ese 11 de abril había convocada una marcha por un sector de la oposición; en principio recorrería los sectores caraqueños de Parque del Este, acabando en PDVSA Chuao, finalmente, arengados por los convocantes, los manifestantes se dirigieron hacia al Palacio de Gobierno ubicado en Miraflores, Caracas, donde se encontraban simpatizantes del gobierno concentrados en sus alrededores desde el 9 de abril. Enfrentados estos grupos, con la presencia de francotiradores, se produjeron 18 muertos y unos 69 heridos que los militares juramentados utilizaron como justificación del golpe momentos después: «La Constitución nos obliga a evitar más derramamiento de sangre y esa obligación pasa por la salida pacífica del presidente y la sustitución de alto mando».
Si bien todavía se discute quién inició y quién continuó el tiroteo esa tarde, en la madrugada del día siguiente el presidente Chávez es retenido en el Fuerte Tiuna, la principal instalación militar de Caracas, y el Estado Mayor anuncia que Chávez ha dimitido, aduciendo que hay un vacío de poder.
Los promotores del golpe de Estado redactaron después el Acta de Constitución del Gobierno de Transición Democrática y Unidad Nacional, también conocida como el Decreto Carmona, en la cual se constituyó un nuevo gobierno de facto presidido por Pedro Carmona, presidente de Fedecámaras, disolviendo la Asamblea Nacional, el Tribunal Supremo de Justicia y suspendiendo al fiscal general, contralor general, los gobernadores y los alcaldes electos. 
La respuesta de los partidarios de Chávez en la calle, el no reconocimiento del nuevo gobierno por gran parte de los países latinoamericanos, así como la acción de los militares leales al Gobierno, posibilitó que Chávez reasumiera la presidencia en la madrugada del 14 de abril de 2002. «Chávez llegó al Palacio de Miraflores en un helicóptero, mientras sus ministros lo esperaban allí, junto a unos 200.000 manifestantes». Los imputados en el golpe alegaron que lo ocurrido no fue un golpe de Estado, sino un vacío de poder originado por la declaración del Alto Mando Militar según la cual, Chávez habría dimitido (versión que el oficialismo niega), como también habría dimitido el vicepresidente Diosdado Cabello, y por el desconocimiento público de algunos oficiales a la autoridad de Chávez. Inicialmente, el recién instaurado Tribunal Supremo de Justicia de Venezuela emitió un veredicto dictando que lo sucedido el 11 de abril fue un vacío de poder, sentencia que posteriormente fue anulada en 2005.
En resumen, el decreto por parte de Chávez de las 49 leyes sin ningún tipo de discusión con los sectores empresariales, la creciente polarización de la sociedad, los despidos injustificados de PDVSA y la politización de la empresa contribuyeron al clima de conflicto que originó los sucesos del 11 de abril de 2002.
El 15 de enero de 2004, durante un discurso ante la Asamblea Nacional, Chávez posteriormente admitiría que con sus acciones facilitó a que ocurriera una crisis, declarando que «lo de PDVSA era necesario» y «cuando yo agarré el pito en un Aló Presidente y empecé a botar gente, yo estaba provocando la crisis».

## Antecedentes

### Las 49 leyes
Fedecámaras empezó a distanciarse de Chávez durante la elaboración de la nueva Constitución venezolana de 1999. Pedro Carmona indica que la falta de diálogo del gobierno con los empresarios durante el proceso constituyente causó malestar general en estos últimos, a su parecer los puntos específicos del texto que irritaron al empresariado fue la eliminación del carácter no deliberante de las Fuerzas Armadas, el poder otorgado al Presidente frente a los ascensos militares, la eliminación del Congreso bicameral, el fortalecimiento del presidencialismo y la extensión del período presidencial a seis años con posibilidad de reelección inmediata, la pérdida del equilibrio entre los Poderes Públicos, y la reafirmación de una orientación estatista e intervencionista, lo que limitaría las libertades individuales y económicas. Vicente Brito, el entonces presidente de la cúpula empresarial, agregó una razón más al anunciar que la organización que presidía apoyaría el «No» en el Referéndum constitucional que venía, le había molestado una declaración que Chávez hizo el 18 de noviembre de 1999:

Venezuela va hacia la misma dirección, hacia el mismo mar hacia dónde va el pueblo cubano, mar de felicidad, de verdadera justicia social, de paz
Hugo Chávez en la Universidad de La Habana durante la IX Cumbre Iberoamericana.

El 28 de julio de 2001, Carmona Estanga derrotó electoralmente a Alberto Cudemus, empresario cercano al chavismo, y sucedió a Brito en la presidencia de Fedecámaras. El 4 de agosto, Carmona coincidió con Chávez en la Academia militar de Venezuela, donde se celebraba el aniversario de la Guardia Nacional; de acuerdo al empresario, el presidente le dijo que ya no quería conflictos con Fedecámaras, y planificaron una reunión el 22 de agosto en el Palacio de Miraflores. En la reunión, Carmona le propuso a Chávez un plan para bajar el desempleo, en 17% en ese momento, mejorando las condiciones en aras de aumentar la inversión privada hasta un 20% del PIB en cinco años, el último respondió con un plan de fortalecimiento del sector público.
Se creó entonces una mesa de diálogo entre Fedecámaras y el gobierno, este último representado por Jorge Giordani, ministro de Planificación. Las reuniones no trajeron resultados, a pesar de que ocurrían una vez a la semana y de que Chávez estuvo presente en una de ellas, el gobierno siguió elaborando las polémicas 49 leyes sin compartir su contenido con Fedecámaras o su equivalente agraria, Fedenaga, lo que en la opinión de los opositores, violaba los artículos 206 y 211 de la Constitución. En octubre de 2001 el contenido parcial de estas leyes se había filtrado como rumores, Carmona y Chávez coinciden en el Círculo Militar de Caracas. De acuerdo al empresario, ocurre el siguiente diálogo:

Carmona Estanga: Presidente, se avecina una confrontación, un choque de trenes; evite que se aprueben los decretos leyes en la forma como se pretende; no ha habido consultas sobre los proyectos; entre ellos la Ley de Tierras, uno de los más delicados.

Chávez: Espero que no asumas la defensa de los intereses de la oligarquía para impedir la aprobación de una ley que permitirá el reparto de tierra a los pobres.
Carmona Estanga: Otra cosa es reforma agraria. Por favor convoque a una consulta, evite una ruptura que será trágica.

El 13 de noviembre, Chávez decreta las 49 leyes amparándose en la ley habilitante que le fue otorgada por la  Asamblea Nacional en noviembre del año anterior, instrumento legal que le permitía legislar sin la aprobación del Poder Legislativo. Aunque originalmente dos tercios de la Asamblea estaban controladas por el chavismo, la situación había cambiado debido a que unos diputados se habían vuelto disidentes y era poco probable que Chávez lograse conseguir otra ley habilitante; razón por la cual el presidente aprueba estas leyes un día antes de que su poder especial expire. Aparecen entonces la Ley Orgánica de Hidrocarburos, la Ley de Pesca, la Ley Especial de Asociaciones Cooperativas, la Ley General de Puertos, etc., pero la más polémica es la Ley de Tierras y Desarrollo Agrario. Bajo esta última ley, el gobierno venezolano ganaba la potestad de tomar tierras privadas si sobrepasaban cierto tamaño y eran catalogadas como latifundios, o si consideraba que estaban siendo explotadas por debajo de su potencial; adicionalmente, el Estado ahora debía aprobar el uso que el propietario hace de la tierra; además, todos los propietarios fueron obligados a demostrar la titularidad de sus terrenos antes del 18 de diciembre, bajo el riesgo de perderlas en caso de que no lo hiciesen. De acuerdo a The Miami Herald, en ese momento el 95% de los terratenientes venezolanos no contaban con títulos firmes.

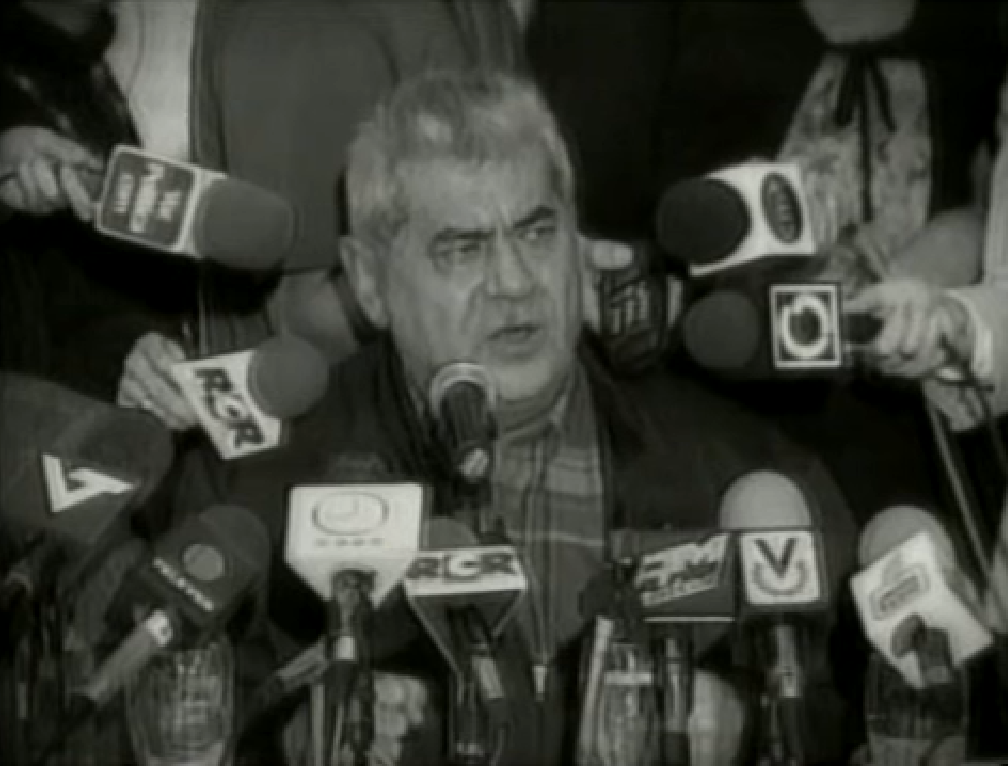
Carlos Ortega en una rueda de prensa.

Pedro Carmona suspende entonces el diálogo con el gobierno y convoca a una asamblea extraordinaria de empresarios el 28 de noviembre; en la fecha propone entonces que el 10 de diciembre se realice un paro nacional de doce horas, y logra el apoyo mayoritario de la cúpula empresarial, aunque resalta el rechazo de Miguel Pérez Abad, presidente de Fedeindustria. El 4 de ese mismo mes se sumó a Fedecámaras la Confederación de Trabajadores de Venezuela, la principal central sindical; su secretario general, Carlos Ortega, estaba fortalecido después de derrotar en elecciones al candidato oficialista, Aristóbulo Istúriz. No obstante, los partidos políticos opositores están divididos en sus opiniones de como superar la crisis política, Acción Democrática insiste en la Asamblea en designar una junta médica que pruebe la incapacidad mental del presidente, Francisco Arias Cárdenas y sus diputados llaman a referéndum consultivo, el Movimiento al Socialismo pide que se convoque a otra Constituyente, Primero Justicia y la Iglesia Católica piden al gobierno un cambio de curso. En todo caso la iniciativa opositora la tenían los empresarios, ya que los partidos todavía no se recuperaban de los descalabros electorales de los últimos años.
Aunque firme en ejecutar las 49 leyes, el presidente intenta hasta el final evitar que Fedecámaras lleve a cabo su paro, durante un almuerzo con un grupo de empresarios y banqueros el 6 de diciembre, estos últimos fueron presionados para que no se plegaran al paro, bajo pena de que se les retiraran los fondos públicos depositados en sus entidades. Producto de esta reunión, el ministro del Interior, Luis Miquilena, preparó un texto de compromiso que presentó a Carmona Estanga, pero este lo rechazó, simultáneamente Chávez hizo lo mismo, hecho que ahondó la separación que se estaba formando entre el presidente y quien fuera su mentor político. El día del paro Carmona anunció que el mismo fue acatado por el 90% del país, pero el gobierno lo negó.

El paro del 10 de diciembre pasó a la historia como el primer gran hito de protesta de la sociedad civil. Según algunos historiadores, su éxito fue mayor que el de la huelga general que derrocó a Marcos Pérez Jiménez en enero de 1958, sólo que el objetivo en esta ocasión no era derribar a un gobierno, sino solicitarle rectificaciones de una manera firme, pero pacífica, cosa que de haber sido entendida, habría evitado la crisis que fue tomando cuerpo en el país, ante la tozudez y ceguera de los gobernantes… A partir del 10 de diciembre, las mayorías opositoras sintieron que disponían de herramientas legales para luchar contra los atropellos oficialistas y la autocracia. La sociedad civil, alentada por el resultado del paro, inició una presencia casi permanente en las calles.
Pedro Carmona Estanga en sus memorias, "Mi testimonio ante la historia", escrito en 2004.

El conflicto estalló de manera irreconciliable entre los empresarios y el gobierno; en los próximos dos meses Chávez hace dos cambios en su gabinete que demuestran que no hay marcha atrás, primero reemplaza al ministro de Agricultura y Tierras por «un catedrático revolucionario» cuya principal misión es asegurarse que se ejecute la Ley de Tierras; se realiza la gran marcha del 23 de enero de 2002 (fecha que conmemoran cada año el Golpe de Estado en Venezuela de 1958) donde más de 200 mil personas salieron en Caracas dirigidas por la Confederación de Trabajadores de Venezuela con Carlos Ortega, el 25 de enero renuncia Luis Miquilena, ministro del Interior por presión del gobierno de Chávez, aunque este último prometió seguir cooperando con Chávez, en privado sintió disgusto por el discurso agresivo de su pupilo y esperaba el momento adecuado para arrebatarle el control de la Asamblea Nacional.

### Preliminares al 11 de abril
La situación económica se fue deteriorando rápidamente en Venezuela; a inicios de febrero de 2002, las reservas internacionales habían caído a 16 mil millones de dólares; una semana después Chávez recorta el gasto público en un 22%, y luego del anuncio el bolívar se devalúa en un 24.8%; Chávez también destituye al presidente de PDVSA, Guaicaipuro Lameda Montero, un militar quien se había vuelto crítico de la Ley de Hidrocarburos, incluida en el paquete de 49 leyes, su sucesor, Gastón Parra Luzardo, un economista de visión dura cercano a Chávez de poca experiencia, vino de la vicepresidencia del BCV. La nómina ejecutiva de la estatal petrolera se mostró molesta ante esta decisión, ya que, en su opinión, el nuevo presidente no conocía la industria, y además se había violentado una larga tradición meritocrática.
A la crisis política y económica se suma entonces el factor militar; el 7 de febrero, el diario El Nacional organiza un foro sobre la democracia, después de que Carmona concluyera su participación, un coronel de la Aviación, Pedro Luis Soto, toma el micrófono de manera sorpresiva y hace un llamado a las Fuerzas Armadas para que salven la democracia, que en su opinión está siendo amenazada por Chávez, no obstante, el coronel tuvo que aclarar que estaba hablando de una salida institucional, no un Golpe de Estado, y que no había sido invitado a ese foro, su intervención había sido espontánea. Este era el tercer pronunciamiento de un militar activo contra Chávez desde que llegó al poder, el año pasado el capitán de la Guardia Nacional Luis García Morales había pedido la renuncia de Chávez y asegurado que existía una Junta Patriótica cívico-militar que planeaba destituirlo pacíficamente; El 18 de febrero el contralmirante Carlos Molina Tamayo, vistiendo su uniforme naval, exigió públicamente la renuncia de Hugo Chávez.
El 21 de febrero el general Guaicaipuro Lameda se desmarcó del gobierno y exigió al presidente venezolano que rectifique.  De esta forma, se convierte en el cuarto militar que lanza una crítica pública y abiertamente al presidente. Dijo que tampoco podría volver al Ejército, sobre todo cuando su comandante en jefe ha dicho vestido con el uniforme militar que «la revolución cuenta con tanques y cañones, y no en sentido figurado». El militar se ha preguntado «¿cuál es el enemigo, contra quién vamos a usarlos?». Al pronunciamiento de Soto se suman entonces otros oficiales; destacan, el general Román Gómez Ruiz y el teniente coronel Hugo Sánchez; que si bien no llaman a derrocar al Presidente, sí piden un cambio en su política o que en su defecto renuncie. Chávez restó importancia a los anuncios y descarta que haya posibilidad de un golpe de Estado.
Mientras tanto, los empresarios han estado ocupados, en el aniversario del Golpe de Estado de 1958 realizan una multidinaria concentración centrada en la Plaza O'Leary, el chavismo hace lo mismo frente al Palacio Federal Legislativo, ambas concentraciones están separadas entre sí por cuatro cuadras, pero transcurren sin incidentes. El 6 de marzo la CTV y Fedecámaras, representadas por Carlos Ortega y Carmona Estanga, firman un documento titulado Bases para un acuerdo democrático, con la mediación de Luis Ugalde, rector de la Universidad Católica Andrés Bello; en dicho documento se exige al gobierno que cambie su gabinete económico, que abandone el sectarismo político, y que ofrezca soluciones inmediatas al déficit fiscal y al creciente desempleo. Carmona Estanga define el acuerdo como unas bases para superar la crisis actual, Ortega es más directo al decir que representa las bases para un gobierno de transición post-Chávez, y que si los convenios colectivos del sector magisterial y petrolero no son discutidos se convocará a una huelga general de trabajadores. Al día siguiente, Manuel Cova, secretario general de la CTV, llama al presidente Chávez a hacer un referéndum para determinar si la población está de acuerdo con las políticas de su gobierno.
Ese día, el 7 de abril de 2002 hubo una transmisión radial y televisiva del programa Aló Presidente en la cual el presidente Hugo Chávez, con un silbato en la boca, despidió con nombre y apellido a la alta gerencia de PDVSA. Uno a uno fue nombrando a todos los gerentes con su cargo y sueldo, acusándolos de tener salarios obscenos, de llevar una vida llena de lujos y escandalosa. Con cada señalamiento sonaba el silbato y decía: «¡Pa fuera señor, muchas gracias por sus servicios, está usted despedido!».
Bajo este ambiente es que la CTV anuncia a una huelga general de 48 horas el 9 de abril, Fedecámaras y los ejecutivos de PDVSA hacen pública entonces su intención de unirse al paro. Chávez les sale al paso el 7 de abril, durante la transmisión de su programa dominical Aló Presidente, empieza a nombrar uno por uno a los gerentes petroleros que han llamado a la huelga, y luego de hacer sonar un silbato, anuncia su despido. Ese mismo día, Chávez se reúne con el Comandante general del ejército Efraín Vázquez Velazco y el general Manuel Rosendo en el Palacio de Miraflores, así como con el presidente de PDVSA Gastón Parra, el fiscal general Isaías Rodríguez, los diputados Nicolás Maduro, Ismael García y Cilia Flores, también estaban presentes varios ministros, gobernadores y alcaldes oficialistas, destaca el ministro de Finanzas, general Francisco Usón, el alcalde del oeste de Caracas, Freddy Bernal, y el exguerrillero Guillermo García Ponce. Entre varias cosas se habló y se asignó responsabilidades como la de aplicar el Plan Ávila, de pagar un bono de millón y medio de bolívares a los trabajadores petroleros que no se sumasen al paro, y hasta de simular una congestión de tráfico en la Autopista Francisco Fajardo con simpatizantes del chavismo para hacer ver que el paro no ha sido efectivo. Se habló de decretar un estado de emergencia selectivo hasta llegar a uno de excepción.
El primer día de la huelga el gobierno inició una serie de 16 cadenas presidenciales, a un ritmo de dos por hora, donde el Estado obligaba a todas las televisoras a presentar imágenes que muestran al país en normalidad laboral y entrevistas a sindicalistas opuestos a la huelga. Carlos Ortega desmiente al gobierno, y asegura que el 80% del país se había paralizado. De manera inédita, en horas de la noche varias televisoras privadas deciden dividir la pantalla y transmiten su propia programación junto con la del gobierno, aunque sí se mantiene el audio de este último.
Al día siguiente, el vicepresidente Diosdado Cabello y el ministro de Defensa José Vicente Rangel se reunieron con directivos de Venevisión, RCTV, Globovisión y Televen, y los presionaron para que no volvieran a dividir la pantalla durante una transmisión nacional del gobierno. Justo durante la reunión, estos últimos fueron informados de que funcionarios del gobierno habían llegado al lugar donde estaba el control maestro de las televisoras (Conatel), preguntando cómo podían apagar y encender los transmisores; al enterarse, los directivos abandonaron la reunión furiosos, Rangel les sacó a regañadientes la promesa de que no dividirían de nuevo la pantalla, siempre y cuando los funcionarios gubernamentales fuesen retirados. El mismo 10 de abril, dos generales más se pronunciaron en contra del gobierno, el general de la Guardia Nacional Bolivariana Rafael Bustillos pidió cordura al gobierno y la CTV, y llamó a las Fuerzas Armadas a no dejarse usar para reprimir a la población. El general del Ejército Néstor González González fue más agresivo:

Usted (Chávez) negocia para alcanzar sus objetivos comunistas y vende y traiciona a su patria y pueblo por su ambición personal. No es aceptable que un presidente diga que aquí no existe la guerrilla, cuando existen pruebas en poder del CUFAN (Comando Unificado de la FAN), pero al señor presidente le interesa más su relación con Fidel Castro y el comunismo… Somos un país digno de ser gobernado por algo mejor que usted.
General del Ejército Néstor González González, el 10 de abril de 2002.

Las declaraciones de los militares coincidieron con un cable enviado al Departamento de Estado de los Estados Unidos por la CIA el 6 de abril, donde se estipulaba:

Militares disidentes, incluyendo a un grupo descontento en el Alto Mando, así como un grupo radical de oficiales de bajo rango, están aumentando sus esfuerzos para organizar un golpe contra el presidente Chávez, posiblemente en los próximos días de este mes… los que conspiran podrían intentar explotar conflictos y violencia durante las manifestaciones de la oposición que tomarán lugar este mes… Los informantes aseguran que ninguno de los grupos que conspiran parecen dispuestos a liderar un golpe exitoso.
Cable enviado desde Caracas al Departamento de Estado de los Estados Unidos el 6 de abril de 2002.

Este cable fue desclasificado por petición de la investigadora Eva Golinger, quien alegó en su libro El Código Chávez, que esto era prueba de que el gobierno estadounidense estaba al tanto de que iba a ocurrir un golpe de Estado, no obstante no hace mención a la declaración de Charles S. Shapiro, entonces embajador estadounidense en Caracas, quien sí comunicó al presidente Chávez de estos planes, pero este último no le dio mucha importancia.
El 10 de abril también se realizaron una visita institucional al Comando General del Ejército, donde se presentan junto a al Comandante General Efraín Vázquez Velazco, el presidente del Tribunal Supremo de Justicia, el fiscal general de la República y el controlar general de la República, para tratar asuntos institucionales. Esa noche Vásquez dio instrucciones al general Jorge García Carneiro para que realizara inspecciones imprevistas en Fuerte Tiuna.
Esa noche, Carlos Ortega anunció que la huelga general sería indefinida, al no conseguirse superar la crisis. Más temprano, se había reunido con Carmona y otros líderes de la oposición, quienes gesticularon que no era conveniente que la huelga superase las 72 horas, sugirieron convocar a una marcha desde Parque del Este a la sede de PDVSA en Chuao, que se había convertido en centro icónico de concentración de los petroleros en huelga. Algunos de los presentes propusieron marchar hacia Miraflores, el palacio de gobierno, pero esto no fue aprobado, en su lugar se daría por terminada la huelga al finalizar la marcha; agentes infiltrados de la DISIP se enteraron de los pormenores de la marcha, por otros medios también se enteró Edgar Márquez, entonces coordinador de la Federación Bolivariana de Trabajadores y posteriormente presidente de la "Asociación Nacional de Víctimas del Golpe de Estado del 11 al 14 de abril de 2002" (ASOVIC), afín al chavismo. De acuerdo a los periodistas "LaFuente" y "Meza", la probabilidad de que la marcha fuese desviada a Miraflores el 11 de abril era conocida también en la alcaldía de Bernal.
Simultáneamente Chávez junto con Rosendo y los generales Francisco Belisario y Lucas Rincón planifican mandar un piquete de la Guardia Nacional a Chuao al día siguiente, para tomar las instalaciones de PDVSA y dispersar la concentración opositora, el general Eugenio Gutiérrez Ramos recibe el mando operativo de esta misión, no obstante, en la noche Rosendo logra convencer al presidente para que suspendiera la operación. Caracas no es el único foco de inestabilidad, el 10 de abril también se registran disturbios en el Estado Anzoátegui, Aragua, Nueva Esparta y el Zulia, sin embargo el ministro Rodríguez Chacín declara a la prensa que «el país se encuentra en total y absoluta tranquilidad… como es evidente», y acusó a la CTV y a Acción Democrática de querer desestabilizar al gobierno.

### 11 de abril

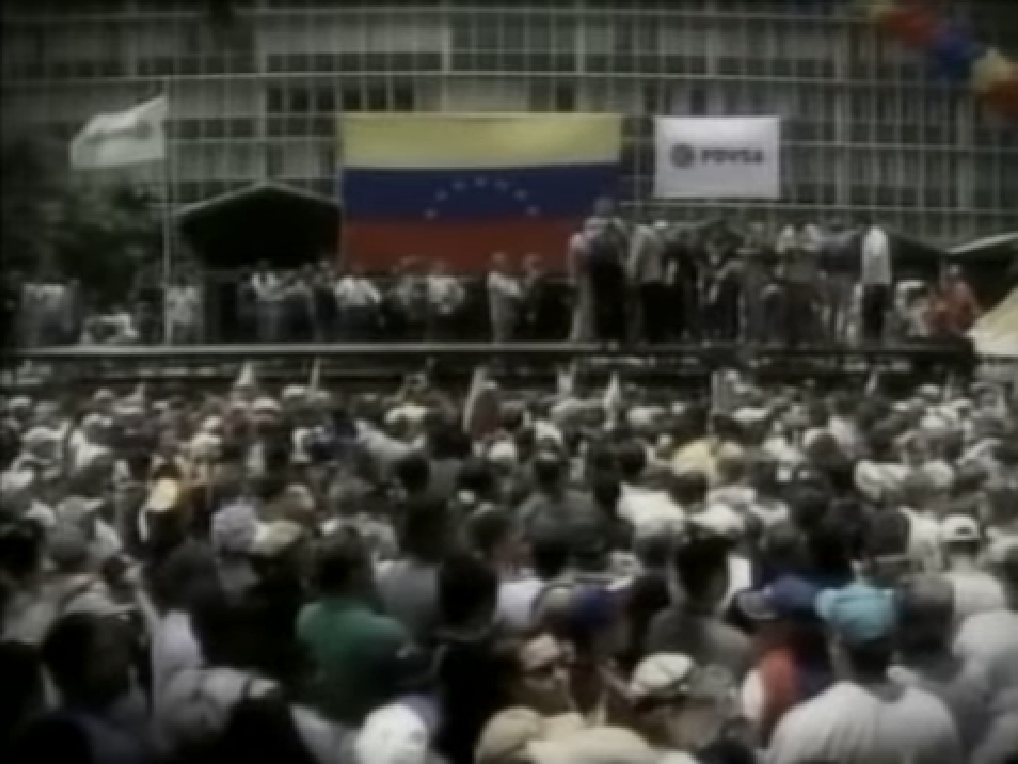
Concentración opositora al frente de la sede de PDVSA Chuao.

La persistencia de la crisis económica y social, indujo a un grupo de organizaciones sindicales como la Confederación de Trabajadores de Venezuela (CTV), empresarios, iglesia católica, algunos partidos políticos a que el 9 de abril Fedecámaras convocara otra huelga general, esta vez de carácter indefinido, para forzar la renuncia de Chávez.
El 11 de abril, el tercer día de la huelga, concentrados desde temprano en la Plaza de la Meritocracia sede de Pdvsa Chuao. Los presentes en la concentración empezaron a corear "¡A Miraflores! ¡A Miraflores! ¡A Miraflores!", en referencia al palacio presidencial de Miraflores. Como respuesta, Carlos Ortega declaró: "Este río humano se va ahora hasta Miraflores a pedirte la renuncia", refiriéndose a Chávez.

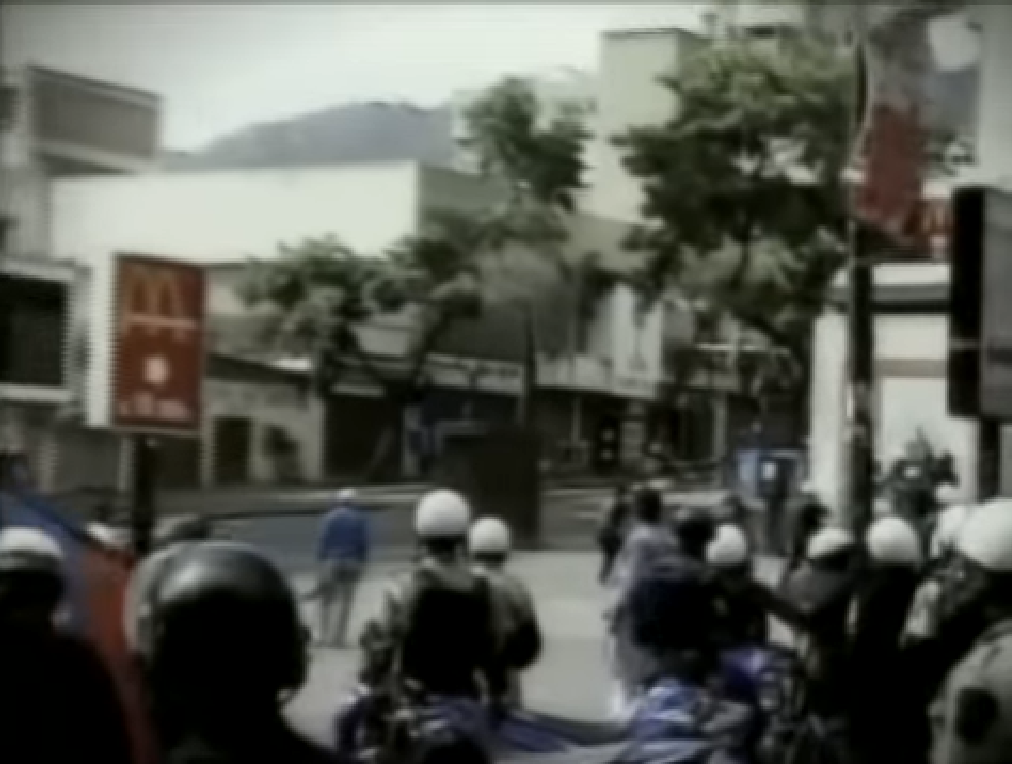
Protesta el 11 de abril de 2002 en Venezuela.

La marcha se dirigió hacia el palacio de Miraflores. Ante estos hechos, el presidente Chávez ordenó a los militares activar el Plan Ávila, y el canal del estado Venezolana de Televisión empezó a realizar llamados a todos los simpatizantes de chavismo a que saliesen a "defender la revolución". Para cuando la marcha opositora se acercó a Miraflores, se encontraron con una concentración de apoyo al Gobierno y varios efectivos militares.[cita requerida] La Guardia Nacional posteriormente reprimiría la concentración en Chuao y se enfrentaría con los manifestantes en las cercanías del Palacio de Miraflores, estando equipados con armas de fuego. Ocurrieron entonces enfrentamientos armados entre la Policía Metropolitana, el Ejército y grupos, que produjeron varios muertos y heridos resaltando los Sucesos de Puente Llaguno. Los enfrentamientos dejaron 19 muertos y cientos de heridos, entre opositores y partidarios al gobierno. El Alto Mando Militar es convocado para las 10 de la mañana a la sala de reuniones de la Junta Superior:
"Se contó con la presencia del Ministro de la Defensa José Vicente Rangel, durante el día hubo la presencia de unos diputados de la Asamblea, estas personas se han venido convirtiendo en una especie de comisarios políticos en la Fuerza Armada, Efraín Vásquez (yo) como General no acepto esa condición. En la reunión inicial el Vicealmirante Bernabé Carrero Cubero, Jefe del Estado Mayor Conjunto, propuso al Ministro de la Defensa y General en Jefe retirar los Círculos bolivarianos de Miraflores, esta propuesta fue ratificada por mi persona en calidad de Comandante del Ejército, con la recomendación de solicitarle la renuncia urgente a la directiva de PDVSA, como una forma de aliviar la presión de la marcha".
Cerca de un cuarto para las dos el general en jefe informó al Alto Mando que por instrucciones del Presidente se debería dar una rueda de prensa las dos de la tarde. "Ya había información sobre algunos problemas en la calle, en esta rueda de prensa se informó a la ciudadanía del completo estado de normalidad en la ciudad cuando esa no era la realidad" (declaración de Efraín Vásquez). Hubo una cadena nacional de radio y televisión, en la cual el presidente llamó a la calma. Por su parte, los medios de comunicación decidieron dividir la pantalla, acción considerada por ellos como un acto de respuesta periodística a los hechos. Mientras que en una pantalla se veía al presidente en tensa calma recibiendo documentos de sus colaboradores en la segunda pantalla se mostraba el caos originado por los enfrentamientos que ocurrían en Caracas. Líderes de la oposición, empresarios y sectores políticos y sociales acusaron al gobierno central de haber planificado las acciones violentas. Poco después el ministro de la Defensa, general en jefe Lucas Rincón Romero, anunciaba la solicitud y aceptación de la renuncia como jefe de Estado de Hugo Chávez.

"Lo dije ayer, lo digo hoy y lo repetiré por siempre, aquí no hubo un golpe de Estado, mi solicitud de relevo del mando obedece a la indignación colectiva de la Fuerza Armada contra quienes planificaron, organizaron y ejecutaron el asesinato y violación de los derechos humanos de venezolanos que marchaban desarmados, indefensos y pacíficamente hacia la sede del gobierno nacional".
Comandante en Jefe de la Fuerza Armada Nacional, Efraín Vásquez Velasco (2002) 

### Sucesos de Puente Llaguno

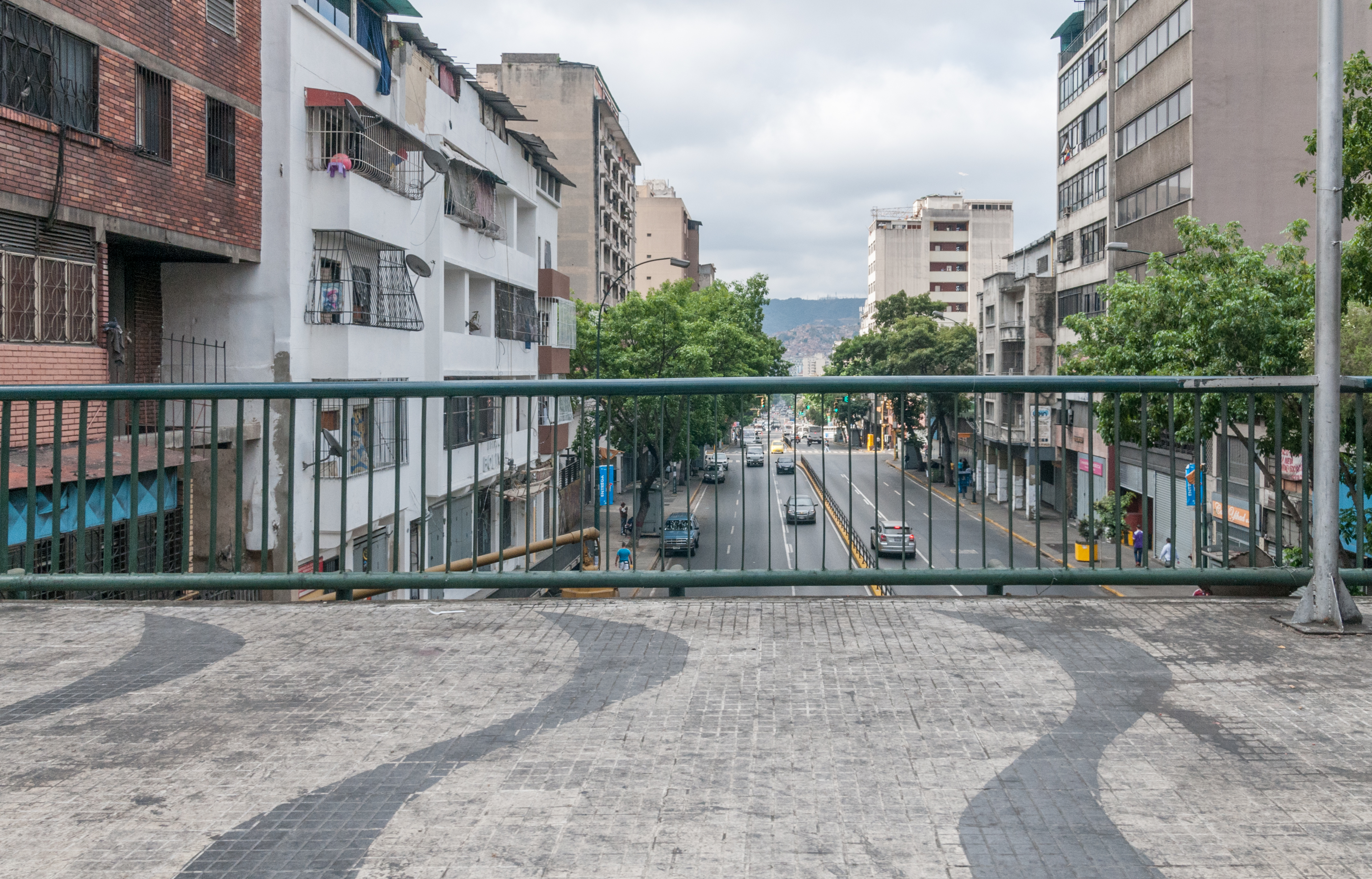
El puente Llaguno, lugar donde se efectuaron los disparos.

La cadena de televisión Venevisión transmitió unas imágenes que posteriormente se difundieron en la televisión nacional e internacional. La noticia que difundieron los medios de comunicación narraba los hechos de que ambas marchas se habían encontrado en el puente Llaguno (puente elevado, situado cerca del centro histórico de Caracas) y en medio de una confrontación la concentración oficialista dispararía contra la marcha opositora; generando así bajas civiles.
Estas imágenes causaron un gran impacto en la opinión internacional, el mismo gobierno de España, a través de la agencia EFE y la Agencia Española de Cooperación Internacional, otorgó el 28 de noviembre de 2002 el premio Internacional de Periodismo Rey de España al reportero Luis Alfonso Fernández, quien realizó el reportaje.
En julio de 2003, Fernández afirmó en un juicio que el vídeo transmitido por Venevisión el 11 de abril no era veraz, que fue manipulado para dar a entender que así habían ocurrido los hechos. En diciembre de ese mismo año, se absolvió a los pistoleros de puente Llaguno imputados por disparar los manifestantes de la oposición. En la sentencia se afirmó que el vídeo de Venevisión había sido manipulado. Algunos sectores de la oposición acusan a la Fiscalía General y la Defensoría del Pueblo de actuar con negligencia en el caso.

## Golpe de Estado

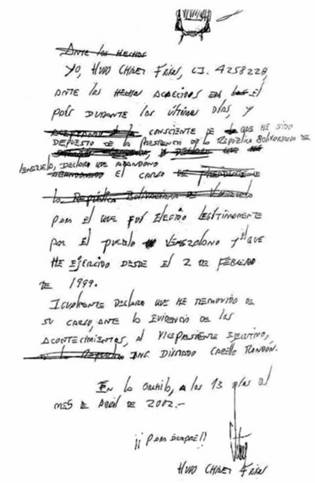
Carta de renuncia de Chávez, publicada por Wikileaks en 2019.

Chávez aceptó escribir una carta de renuncia suya que incluyera la destitución del vicepresidente Diosdado Cabello con la condición de que  la vida de su familia fuera garantizada y el término «renuncia» fuese sustituido por «abandono».
En la madrugada del 12 de abril, el Alto Mando Militar venezolano anunció a través del general Lucas Rincón Romero que le habían solicitado la renuncia a Chávez, y que este había aceptado:

Los miembros del Alto Mando Militar de la República Bolivariana de Venezuela deploran los lamentables acontecimientos sucedidos en la ciudad capital en el día de ayer. Ante tales hechos, se le solicitó al señor Presidente de la República la renuncia de su cargo, la cual aceptó. Los integrantes del Alto Mando ponen sus cargos a la orden los cuales entregaremos a los oficiales que sean designados por las nuevas autoridades
General Lucas Rincón Romero

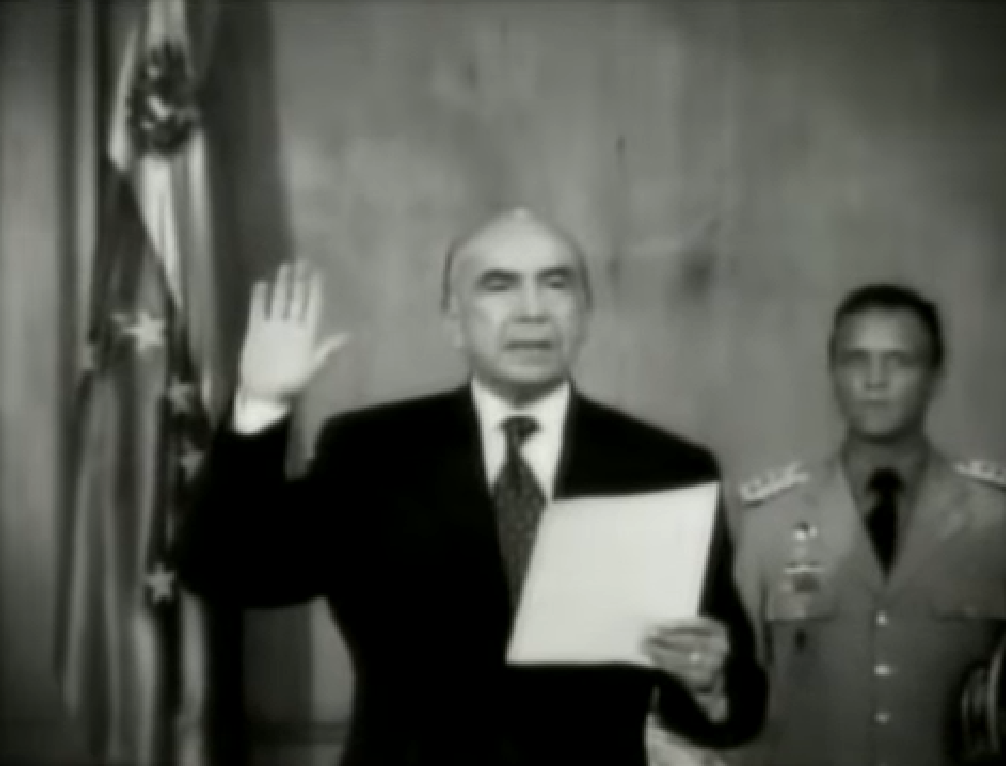
Pedro Carmona juramentándose.

La validez de todo esto estuvo sujeta a una carta de renuncia que firmó Chávez. Poco después, Chávez fue detenido y trasladado inicialmente al Fuerte Tiuna, ubicado en el sur de Caracas.

### Gobierno de Pedro Carmona
Ese mismo día se decidió a Pedro Carmona presidente de Fedecámaras, como presidente interino, al margen de lo establecido en la Constitución:

Artículo 228. La elección del Presidente o Presidenta de la República se hará por votación universal, directa y secreta, en conformidad con la ley. Se proclamará electo o electa el candidato o candidata que hubiere obtenido la mayoría de votos válidos.

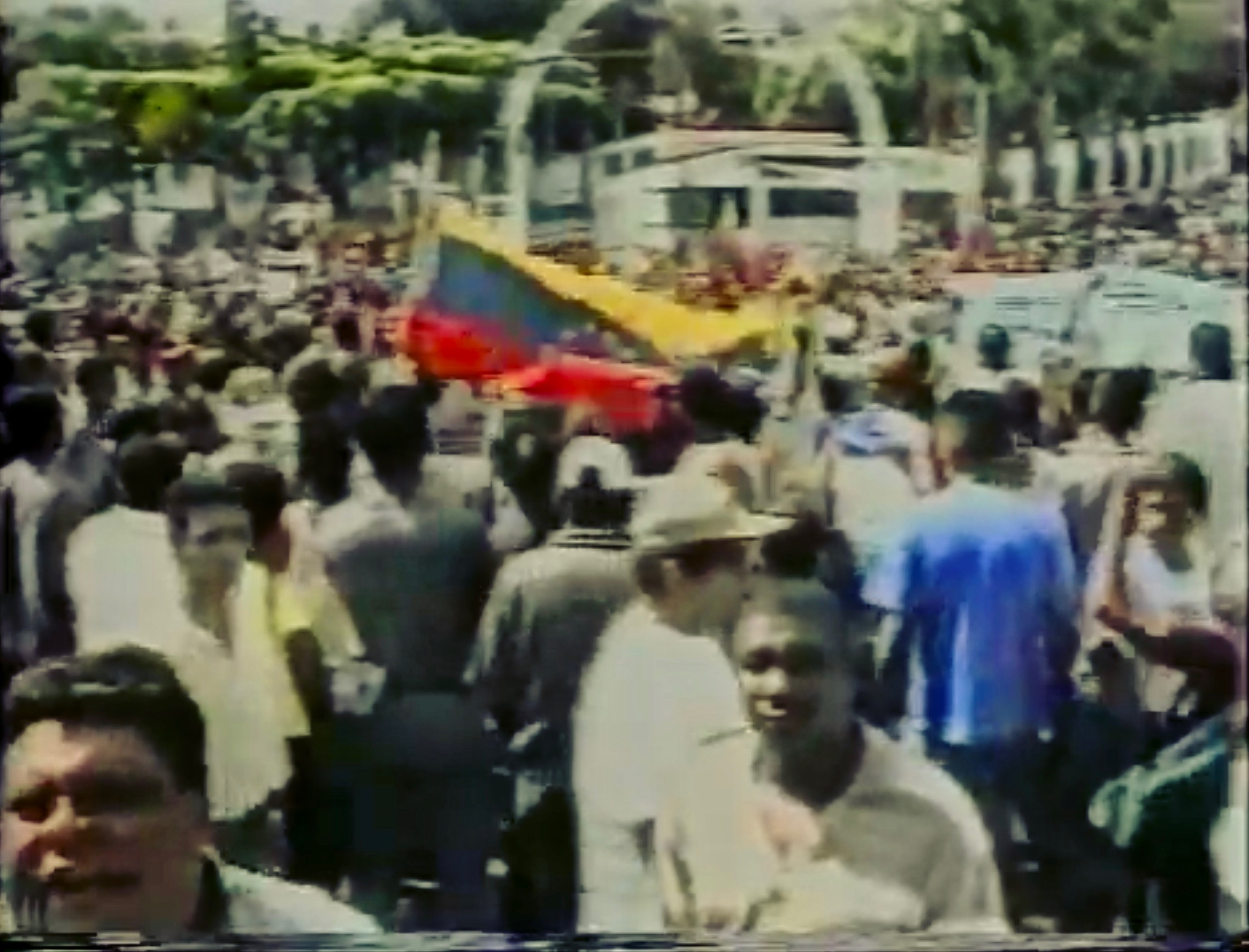
Los leales chavistas se reunieron frente al Palacio de Miraflores después de escuchar que supuestamente Hugo Chávez no había renunciado a la presidencia.

En horas de la tarde del 12 de abril Pedro Carmona se juramentó como presidente interino. Acto seguido, el procurador general designado por Carmona, Daniel Romero, leyó un decreto que derogó las 49 leyes decretadas. Su primer acto oficial fue la disolución del Parlamento (Asamblea Nacional), el Tribunal Supremo de Justicia, el Consejo Nacional Electoral, de todos los gobernadores, alcaldes y concejales, la remoción del fiscal general, del contralor, y de la Defensor del Pueblo, de todos los embajadores, cónsules y vicecónsules como también de las Misiones Permanentes Diplomáticas, así como la eliminación de las 49 leyes habilitantes, y el cambio de la Constitución, al reponer el nombre de República de Venezuela, quitándole la condición de Bolivariana.

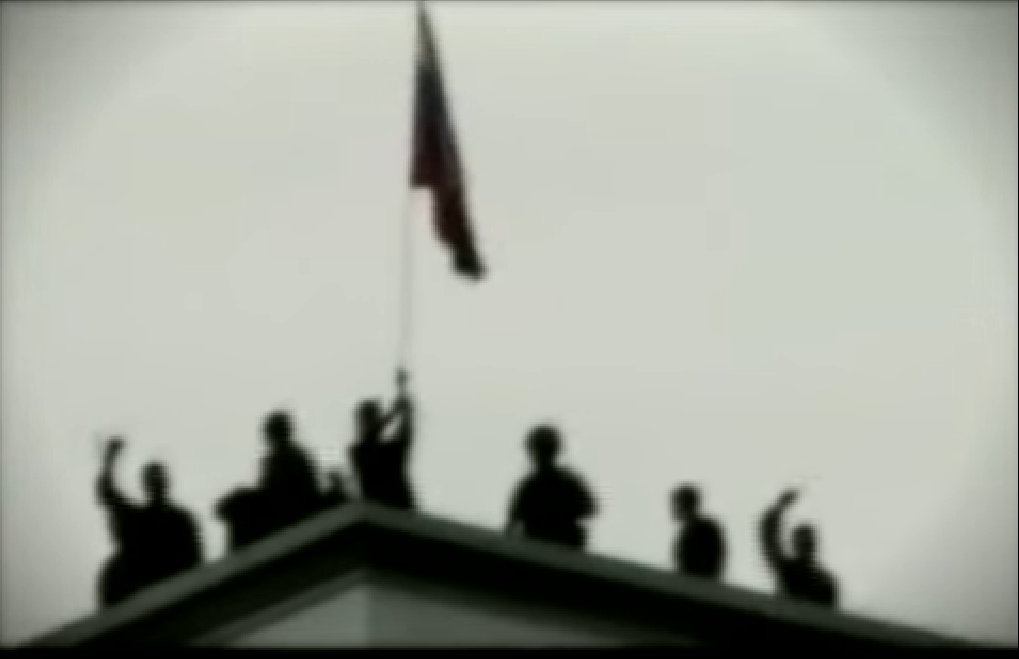
Leamsy Salazar y otros partidarios del presidente Hugo Chávez celebrando su regreso.

El nuevo gobierno de facto tuvo que enfrentarse con protestas de ciudadanos que se mantenían concentrados en sectores del país en apoyo de Chávez. En diferentes puntos de la capital y en algunas ciudades se presentaron disturbios y hubo saqueo de negocios. Durante todas estas protestas, el canal del Estado Venezolana de Televisión, y las compañías de televisión privadas fueron rodeadas por simpatizantes de Chávez.

### Funcionarios del Gobierno de Carmona
- Ministro de Relaciones Interiores: General Rafael Damiani Bustillos.
- Ministro de la Defensa: Vicealmirante Héctor Ramírez Pérez.
- Ministro de Relaciones Exteriores: José Rodríguez Iturbe.
- Ministro de Finanzas: Leopoldo Martínez. Diputado por Primero Justicia
- Ministro del Trabajo: César Carvallo, Abogado de la UCAB ex Viceministro de Rafael Caldera.
- Ministro de Planificación: León Arismendi.
- Ministro de Salud: Rafael Arreaza. Formó parte de la Comisión de Salud de la Alcaldía de Baruta (1999-2001)
- Ministro de Secretaría de la Presidencia: Vicealmirante Jesús E. Briceño.
- Ministro de Agricultura: Raúl de Armas: Empresario ganadero, Directivo de Fedecámaras.
- Procurador general de la República: Daniel Romero
- Presidente de PDVSA: Guaicaipuro Lameda.

### Acta de constitución del Gobierno de Facto

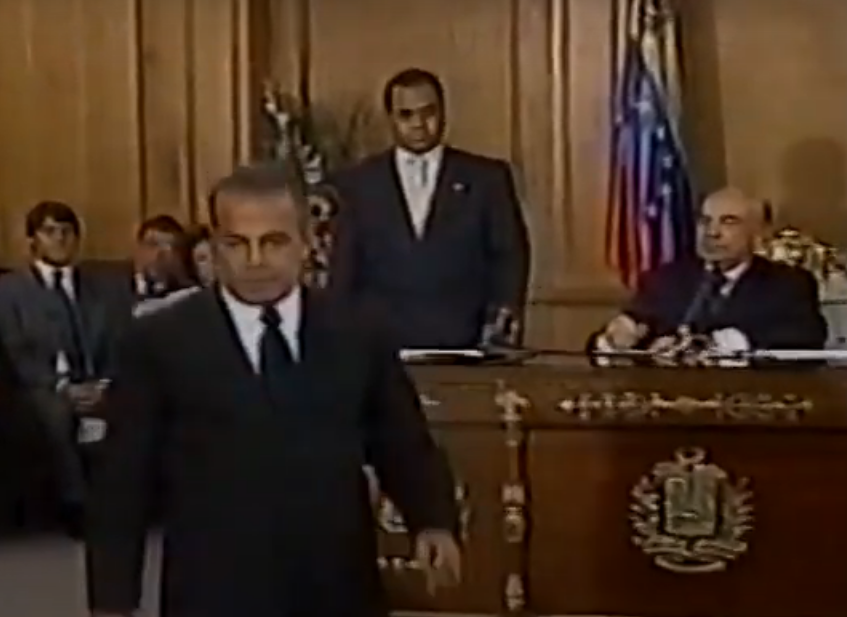
Manuel Rosales durante la firma del Acta de Constitución del Gobierno de Transición Democrática y Unidad Nacional.

El Decreto Carmona fue un acta con la que se pretendió constituir el nuevo Gobierno su nombre oficial fue Acta de Constitución del Gobierno de Transición Democrática y Unidad Nacional fue firmada por alrededor de 400 personas presentes en el Palacio de Miraflores el 12 de abril de 2002.
Este decreto fue elaborado desconociendo la Constitución de 1999 y daba poderes especiales y amplios al gobierno transitorio. Consistía en una introducción, varios "considerando" y 11 artículos que pretendían establecer el nuevo gobierno con un nuevo marco legal:
- Artículo 1°: Nombra presidente a Pedro Carmona, quien para ese entonces era líder de la Patronal Fedecámaras y lo faculta para redactar nuevos decretos que aseguraran la consolidación del gobierno de facto.
- Artículo 2°: se Cambia el nombre del país a República de Venezuela eliminándose la denominación "Bolivariana".
- Artículo 3°: se disuelve el Poder legislativo y se destituyen a todos los diputados de la Asamblea Nacional, el parlamento permanecería cerrado hasta la convocatoria de nuevas elecciones antes de diciembre de 2002, el nuevo parlamento tendría poderes para modificar la constitución de 1999.
- Artículo 4: se crea un Consejo Consultivo del Presidente de 35 miembros principales con sus suplentes, los principales podían ejercer a la vez cargos nacionales, estadales o municipales.
- Artículo 5°: Establece que el presidente coordinara su políticas con los poderes regionales y municipales.
- Artículo 6°: Establece que se debe convocar a elecciones generales antes de 1 año para constituir un nuevo gobierno.
- Artículo 7°: Le otorga al presidente de la República poderes para remover y nombrar a los miembros de todos los poderes públicos venezolanos Ejecutivo, Legislativo, Judicial, Electoral y Moral (Fiscalía, Defensoría y Contraloría) a nivel nacional, estadal y municipal. Además le da el derecho de nombrar a los representantes del país en los parlamentos andinos y latinoamericano.
- Artículo 8°: Destituye a los miembros principales del Tribunal Supremo de Justicia, Fiscalía General de la República, Contraloría General de la República, Defensoría del Pueblo, Consejo Nacional Electoral, le otorga al presidente el poder para nombrar a los nuevos integrantes de todas esas instituciones.
- Artículo 9°: Se derogan 48 decretos-Leyes hechos sobre la base de la Ley Habilitante que aprobó la Asamblea Nacional en 2000, una comisión nombrada por el nuevo gobierno revisaría las nuevas leyes.
- Artículo 10°: establece que todo el ordenamiento jurídico (constitución, leyes, decretos, etc.) se mantiene vigente siempre y cuando no contradiga o choque con el decreto de constitución del gobierno u otras normas legales dictadas por el nuevo gobierno.
- Artículo 11°:Establece que el gobierno de facto entregará el poder a nuevas autoridades electas en el futuro de acuerdo a lo establecido en el decreto y en otras disposiciones que se tomen.

Leído el decreto se invita a una serie de ciudadanos presentes representantes de diversos sectores opositores a Chávez, a firmar el decreto, y una vez firmado se produce el acto de Juramentación de Carmona, este jura ante los presentes en el Palacio de Miraflores, y no ante la Asamblea Nacional, debido a que el Parlamento y demás poderes públicos fueron disueltos de acuerdo al mismo decreto. Entre las pocas acciones como jefe de Estado decreto la restitución de los créditos indexados.[cita requerida]

### Asedio de la Embajada de Cuba en Caracas
El 12 de abril de 2002, al día siguiente de la salida del poder del presidente en funciones, Hugo Chávez, desde las 9 de la mañana se comenzaron a concentrar personas frente a la embajada de Cuba en Caracas para manifestarse. Como posibles causas de la manifestación se encuentra el rumor de que en la embajada se encontraba asilado el entonces vicepresidente Diosdado Cabello. En los actos participaron dirigentes del exilio cubano en Venezuela, simpatizantes de diversos partidos de oposición del país y grupos en apoyo al nuevo gobierno.
A las 3 de la tarde hizo acto de presencia el entonces alcalde de Baruta Henrique Capriles Radonski, con la intención de solicitar al embajador cubano, Germán Sánchez Otero, la inspección del edificio para comunicar a los manifestantes que no se encontraban funcionarios del gobierno de Chávez en carácter de asilados. Posteriormente Capriles sería acusado por sectores del chavismo de ser responsable por los hechos. El embajador cubano, en Venezuela, Germán Sánchez Otero, reconoció haber dejado entrar a Capriles al edificio, pero también lo responsabilizó por no haber ordenado a los policías que dispersaran a la multitud.

### Restitución de Hugo Chávez

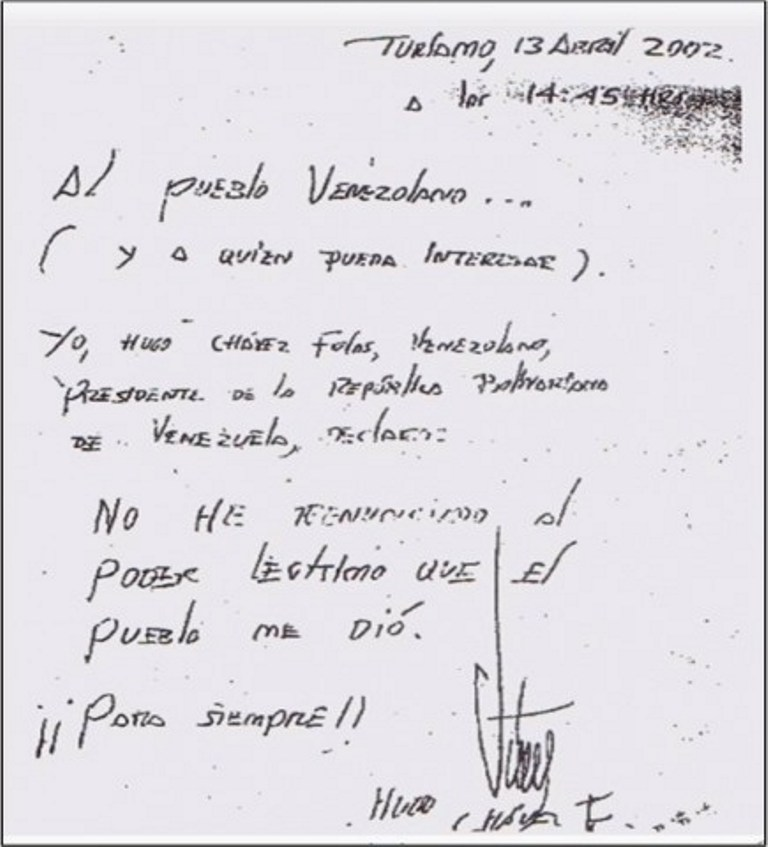
Carta de Chávez desconociendo su renuncia.

Cuando fue retomado el canal del Estado, se transmitió al entonces vicepresidente Diosdado Cabello, juramentado como presidente temporal, al margen de la constitución, hasta que Hugo Chávez pudiese retomar el poder.
En la madrugada del 13 de abril, Chávez fue trasladado del Fuerte Tiuna a la base naval de Turiamo, donde escribió una nota que indicaba que no había renunciado «al poder legítimo que el pueblo me dio». Para aquella fecha aún se mantenían reunidos un buen número de simpatizantes de Chávez que habían salido a protestar frente al Palacio de Miraflores y en la Brigada de Paracaidistas en la ciudad de Maracay. 

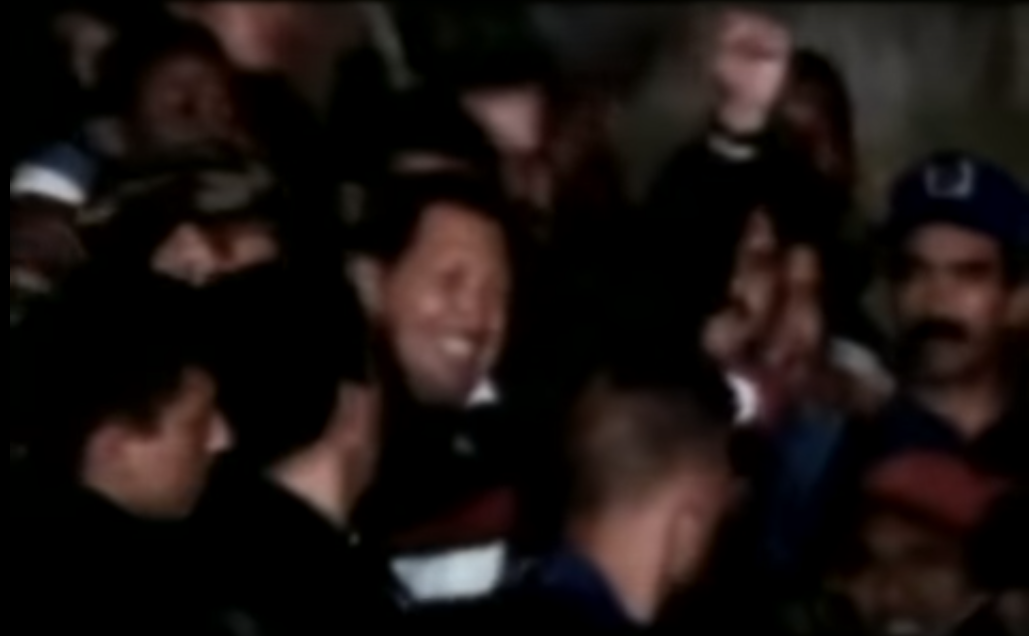
Regreso de Chávez.

El general Raúl Isaías Baduel se opuso al gobierno de Carmona, y empezó a buscar activamente el modo de restaurar a Chávez en el poder. El 14 de abril de 2002 Chávez fue liberado de la prisión militar en la Isla La Orchila y fue repuesto como presidente de Venezuela.
Hugo Chávez fue restituido por las fuerzas armadas de Venezuela el 13 de abril de ese mismo año, en lo que José Vicente Rangel, ministro de Defensa de Chávez denominó el «contragolpe».

## Consecuencias

### Repercusiones legales
En una decisión considerada polémica por la opinión pública, el 14 de agosto de 2002 el Tribunal Supremo de Justicia (TSJ) libró de un juicio por rebelión a los generales de división Efraín Vázquez Velazco (Ej) y Pedro Pereira (Av), vicealmirante Héctor Ramírez y contraalmirante Daniel Comisso. Según la sentencia, «con los pronunciamientos efectuados en abril, los altos oficiales acusados no desconocieron al Gobierno, sino la orden dictada por el presidente de la República de aplicar el Plan Ávila, porque resultaba contraria a la protección de los derechos humanos de la ciudadanía y ello significaría una masacre».
La sentencia sostenía que hubo un «vacío de poder» luego de que el jefe del alto mando militar, el general Lucas Rincón, anunciara que Chávez había renunciado a su cargo. El descontento del gobierno venezolano con esta sentencia fue notable. El presidente Hugo Chávez comentó la sentencia de la siguiente manera: «Esos once magistrados no tienen moral para tomar ningún otro tipo de decisión, son unos inmorales y deberían publicar un libro con sus rostros para que el pueblo los conozca. Pusieron la plasta». Igualmente anunció una estrategia para revertir el fallo: «No nos vamos a quedar con esa, ahora lo que viene es un contraataque del pueblo y de las instituciones verdaderas, contraataque revolucionario». Dispuso la creación de una comisión de la Asamblea Nacional para revisar la permanencia de los magistrados en el TSJ: «Así que la AN que los nombró tiene que asumir su tarea, para evaluarlos y el que no tenga los requisitos habrá que sacarlo de allí».
El resultado fue una nueva Ley del Tribunal Supremo de Justicia con dos fines fundamentales: 1. Establecer un procedimiento expedito para "suspender" a los magistrados no afectos al gobierno y, 2. Aumentar el número de magistrados de 20 a 30, para colocar en minoría ante futuras decisiones a los no complacientes. Al año siguiente el ejecutivo logró impulsar la ampliación del número de magistrados del Tribunal Supremo de Justicia de 20 a 32, luego de lo cual el TSJ inició la revisión de la sentencia que falló a favor de la tesis del vacío de poder. El 14 de marzo de 2005 con un nuevo grupo de magistrados del TSJ anula dicha sentencia. Entonces, Human Rights Watch calificó la maniobra chavista de «flagrante» y advirtió que tal atropello «agravaría la falta de independencia judicial». Comparó a Chávez con Alberto Fujimori, el expresidente de Perú que comandó un autogolpe y también barrió de un soplido con la independencia de magistrados «mediante destituciones masivas» y privándolos de su «estabilidad en los cargos».
En opinión de la oposición, esta revocatoria se debió a los cambios ejecutados en el tribunal por un cambio en la legislación aprobada por parlamentarios oficialistas (el Parlamento se encontraba dominado por el chavismo). Por esto, la sentencia era predecible y política. En opinión de los oficialistas, la primera sentencia era política ya que sobraban razones para iniciar un juicio por un Golpe de Estado.

#### Juicio por el asedio de la embajada de Cuba en Venezuela
Henrique Capriles Radonski fue llevado a juicio en el 2004, acusado de haber irrumpido en la embajada, pero fue absuelto en el 2006. Su defensa presentó como prueba una declaración del embajador noruego Dag Mork-Ulnes, quien declaró haber hablado con teléfono con su homólogo cubano, quien a su vez le respondió:

Muy amable que usted (Ulnes) haya ofrecido su asistencia, pero todo está bien aquí, estamos conversando los dos (Capriles y Sánchez), pero no hay necesidad de su intervención.
Germán Sánchez Otero, embajador cubano, según declaración del embajador noruego Dag Mork-Ulnes.

No obstante, en noviembre de 2008, el juicio fue reabierto.

#### Decreto de Amnistía de 2007
El 31 de diciembre de 2007 el presidente Hugo Chávez haciendo uso de sus atribuciones para conceder indultos y amnistías, firmó un decreto que daba la Amnistía a las personas que tenían procesos legales, que fueron condenadas por delitos relacionados con los sucesos del 11 de abril de 2002 (además de otros hechos políticos) aclarando que solo se beneficiarían del decreto las personas que se hubiesen puesto a derecho y que además hayan sido procesados o condenados por la comisión de delitos de los siguientes hechos.

Se concede amnistía a todas aquellas personas que, enfrentadas al orden general establecido y que a presente fecha se encuentren a derecho y se hayan sometido a los procesos penales y que hayan sido procesadas y penadas por la comisión de delitos en los siguientes hechos:
- Por la redacción del decreto del gobierno de facto de 12 de abril de 2002.

- Por firmar el decreto del gobierno de facto del 12 de abril de 2002.

- Por la toma violenta de la gobernación del estado Mérida el 12 de abril de 2002.

- Por la privación ilegítima de la libertad del ministro Ramón Rodríguez Chacín, ministro del Interior y Justicia, el 12 de abril de 2002.

- Por la comisión de los delitos de instigación a delinquir hasta el 2 de diciembre de 2007.

- Por los hechos acaecidos el 11 de abril de 2002 en puente Llaguno, en delitos donde no se haya incurrido en ofensa de lesa humanidad.

- Por la toma violenta de la alcaldía del municipio Junín del estado Táchira en abril de 2002.

- Por la toma violenta de la gobernación del Estado Táchira en perjuicio del gobernador Ronald Blanco La Cruz en abril de 2002.

- Por el allanamiento de la residencia de la diputada Iris Valera en abril de 2002.

- Por el ingreso a la fuerza del Palacio de Justicia de la circunscripción judicial del estado Táchira el 12 de abril de 2002.

- Por la toma violenta de la planta televisiva de Venezolana de Televisión el 12 de abril de 2002.

- Por los hechos violentos ocurridos en los buques petroleros en diciembre de 2002.

- Por los hechos que configuren o constituyan actos de rebelión civil hasta el 2 de diciembre de 2007"

#### Juicio contra funcionarios de la Policía Metropolitana
Por parte de los Sucesos de Puente Llaguno ocurridos el 11 de abril de 2002 en las que murieron varias personas y otras cientos resultaron heridas, la Fiscalía a solicitud de un grupo adeptos al chavismo denominado Asociación de Víctimas del 11 de abril acusaron a diversos funcionarios de la Policía Metropolitana de Caracas por los fallecidos y heridos en el lugar de concentración de los grupos oficialistas de Puente Llaguno, por los delitos de homicidio calificado consumado, homicidio calificado frustrado, lesiones gravísimas, lesiones graves, lesiones menos graves, lesiones leves, uso indebido de arma de fuego y de guerra.
Iniciándose un juicio que duró varios años, y en el que se realizaron 230 audiencias, se presentaron 265 experticias, 5700 fotos y 20 videos, además declararon 198 testigos y 48 expertos, El 3 de abril de 2009 La jueza 4.º de Juicio del estado Aragua, Marjorie Calderón, junto a tres escabinos, dictó sentencia:
- Condenando a 30 años de prisión a los comisarios Henry Vivas, Lázaro Forero, al exsecretario de seguridad ciudadana Iván Simonovis, y a los funcionarios Erasmo Bolívar, Julio Ramón Rodríguez y Luis Enrique Molina.
- A 17 años y 10 meses de prisión al funcionario policial Cabo Primero Arube Salazar.
- A 16 años de prisión al funcionario policial Marcos Hurtado.
- Liberando al funcionario policial Rafael Neazoa López a quien se le absolvió de todas las acusaciones.
- Condenando a 3 años a Ramón Zapata que fue liberado puesto que ya tenía 5 años detenido, por lo que ya había cumplido su condena.

En este juicio se acusó a los PM de asesinar a los ciudadanos Rudi Urbano, Josefina Rengifo, Erasmo Sánchez en las inmediaciones de Puente Llaguno, en la avenida Baralt de Caracas (en las cercanías del Palacio de Miraflores), así como de ocasionar lesiones a 29 personas el 11 de abril de 2002.
El 16 de abril de 2012, el exmagistrado del Tribunal Supremo de Justicia de Venezuela Eladio Aponte Aponte escribe una carta en San José de Costa Rica, en la que confiesa haber recibido órdenes y presiones del presidente Hugo Chávez para condenar sin derecho al jefe de la seguridad ciudadana Iván Simonovis y a los comisarios de la Policía Metropolitana Henry Vivas y Lázaro Forero, aplicando la pena máxima los sucesos de abril de 2002. La carta sería divulgada en septiembre.

## Reacción internacional
De manera casi unánime, diversos países mostraron su preocupación porque Venezuela normalizara su situación rápidamente. Muchos países fueron cautelosos y no juzgaron si lo ocurrido había sido o no un golpe de Estado, lo cual habría tenido otras implicaciones diplomáticas. Los gobiernos español y estadounidense emitieron un comunicado conjunto en el que decían, textualmente que:
"Los gobiernos de Estados Unidos y de España, en el marco de su diálogo político reforzado, siguen los acontecimientos que se desarrollan en Venezuela con gran interés y preocupación, y en contacto continuo". Los dos gobiernos "declaran su rechazo a los actos de violencia que han causado una cantidad de víctimas", "expresan su pleno respaldo y solidaridad con el pueblo de Venezuela" y "expresan su deseo de que la excepcional situación que experimenta Venezuela conduzca en el plazo más breve a la normalización democrática plena".
Los que expresaron más claramente su opinión fueron la Unión Europea, Colombia y El Salvador que dieron muestras de apoyo al nuevo gobierno. Los gobiernos de Argentina y Cuba sentaron una posición de rechazo frente al gobierno de facto de Carmona. Los países del Grupo de Río, que se reunieron en San José (Costa Rica) el 12 de abril, condenaron la interrupción del orden constitucional en Venezuela, aunque no calificaron tal interrupción como golpe de Estado debido a que consideraron que la información que disponía no era concluyente. En esa misma reunión, el presidente de Chile, Ricardo Lagos, se mostró dispuesto a «colaborar con las nuevas autoridades para salir adelante», reconociendo implícitamente a Carmona, lo que le valió críticas de la izquierda chilena. El presidente mexicano Vicente Fox no reconoció al nuevo gobierno, y manifestó que esperaría a que se realizaran nuevas elecciones.

### Medios de comunicación internacionales
Los medios de comunicación internacionales fueron menos unánimes, primero destacando la noticia difundida sobre la masacre en el puente Llaguno y luego saludando al nuevo presidente. La posición más criticada fue la de los medios de comunicación españoles y estadounidenses, incluso diarios considerados de tendencia socialdemócrata como El País, publicaron editoriales o noticias en favor del gobierno de Carmona. CNN en Español le concedió una entrevista a Carmona e igualmente editoriales como The Washington Post. Los medios de comunicación alternativos, como Indymedia, ofrecieron información más imparcial, debido a que podían ser utilizados por los oficialistas para difundir los acontecimientos vividos luego del golpe de Estado.[cita requerida]

### Acusaciones de intervención extranjera
En 2004 España vivió un grave incidente político, cuando el entonces ministro de Relaciones Exteriores, Miguel Ángel Moratinos (Partido Socialista Obrero Español), en un programa de televisión, aseguró que el gobierno previo de José María Aznar (Partido Popular) era responsable de haber apoyado el golpe. Además, Chávez ha acusado al entonces presidente estadounidense George W. Bush como el principal responsable del golpe. También acusa a los agregados militares estadounidense en tener conversaciones con militares venezolanos insurrectos y dar apoyo logístico a estos.

## Análisis

### Rol de Chávez
En una alocución ante la Asamblea Nacional, ocurrida el 15 de enero de 2004, Chávez aclaró su contribución al desenvolvimiento de los hechos: 

Lo de PDVSA era necesario. Aun cuando nosotros -bueno, no es que no la generamos; sí la generamos- porque cuando yo agarré el pito aquel en un ¡Aló Presidente! y empecé a botar gente, yo estaba provocando la crisis. Cuando nombré a Gastón Parra Luzardo, y aquella nueva Junta Directiva, pues estábamos provocando la crisis. Ellos respondieron y se… presentó el conflicto. ¡Y aquí estamos hoy! ¡Era necesaria la crisis!

## En la cultura popular

### La Revolución no será transmitida
Un equipo de televisión de Irlanda (RTÉ) que tenía varios meses registrando un documental acerca de Chávez, en el momento las imágenes registradas contradijeron las explicaciones de los opositores a Chávez, además, muestran imágenes incriminando a elementos de oposición controlados por los medios, al Departamento de estado de los EE. UU., el vocero de la Casa Blanca, entre otros. Sin embargo la imparcialidad de este documental ha sido puesta en duda por diversos sectores venezolanos, que volcaron su crítica al mismo en otro documental, Radiografía de una mentira. Adicionalmente otro documental, La guerra contra la democracia, relata detalles clave sobre tales incidentes.

### Radiografía de una mentira
Es un documental que examina La Revolución No Será Televisada, dirigido por Wolfgang Schalk y escrito por Schalk y Thaelman Urgelles. Señala a Kim Bartley y a Donacha O'Briain por «omisiones y distorsión» en La Revolución No Será Televisada. El documental fue estrenado en DVD en Venezuela en julio de 2004.

### Puente Llaguno: claves de una masacre
El documental Puente Llaguno, claves de una masacre muestra otra mirada a los mismos eventos. La oposición venezolana ha sostenido que este documental no es neutral, y que había sido realizado y financiado por personas ligadas al gobierno. Por otro lado, simpatizantes del gobierno sostuvieron que las televisoras hicieron una manipulación de la información para ofrecer otra versión de los hechos.